# وینسنت ویولا
وینسنت ویولا (انگلیسی: Vincent Viola؛ زادهٔ ۱۹۵۶ (۶۸–۶۹ سال)) کارآفرین، نیکوکار، سیاست‌مدار و تهیه‌کننده فیلم اهل ایالات متحده آمریکا است، که در سال ۲۰۰۸ شرکت ویرتو فایننشل را تأسیس کرد.